# Irena Skorupska
Irena Skorupska (ur. 4 grudnia 1903 w Żytomierzu, zm. 12 kwietnia 1977) – polska łuczniczka, drużynowa mistrzyni świata (1938).

## Życiorys
Była córką Mieczysława (ur. 1868) i Józefy, z d. Trzecian. Jej ojciec był z wykształcenia lekarzem, zmarł przedwcześnie. Matka posiadała na terenie Ukrainy dobra ziemskie. 
Po rewolucji październikowej pozostała z matką w ZSRR, ukończyła w rodzinnym mieście szkołę pedagogiczną. W październiku 1921 przedostała się nielegalnie do Polski, pracowała początkowo na posterunku Policji w Równem. W kwietniu 1922 zamieszkała w Sosnowcu, 15 sierpnia 1922 wstąpiła do Policji Państwowej województwa śląskiego. Od 1928 pracowała jako kancelistka w powiatowej komendzie Policji, od 1938 jako kancelistka w Wydziale Śledczym Komendy Wojewódzkiej w Katowicach. Jej matka zdołała powrócić do Polski w 1931, zmarła w 1934. 
Pod koniec lat. 20 została członkinią sekcji narciarskiej Policyjnego Klubu Sportowego w Katowicach, od 1936 była członkiem Towarzystwa Krzewienia Kultury Fizycznej Kobiet w Katowicach, gdzie trenowała łucznictwo. W 1938 i 1939 została indywidualną mistrzynią Polski. Podczas mistrzostw świata w 1938 zdobyła z reprezentacją Polski złoty medal drużynowo (z Janiną Kurkowską-Spychajową i Ludmiłą Dubajową), a indywidualnie zajęła 5. miejsce.
Po wybuchu II wojny światowej opuściła Katowice z oddziałami Policji. Przez Rumunię i Palestynę przedostała się do Afryki, przebywała w Livingstone, następnie wstąpiła do Royal Air Force w Południowej Rodezji. Po demobilizacji zamieszkała w Kapsztadie. Była pionierką sportu łuczniczego w Południowej Afryce, w tym łucznictwa dla osób niepełnosprawnych i rehabilitowanych po urazach